# Ruth Zechlin

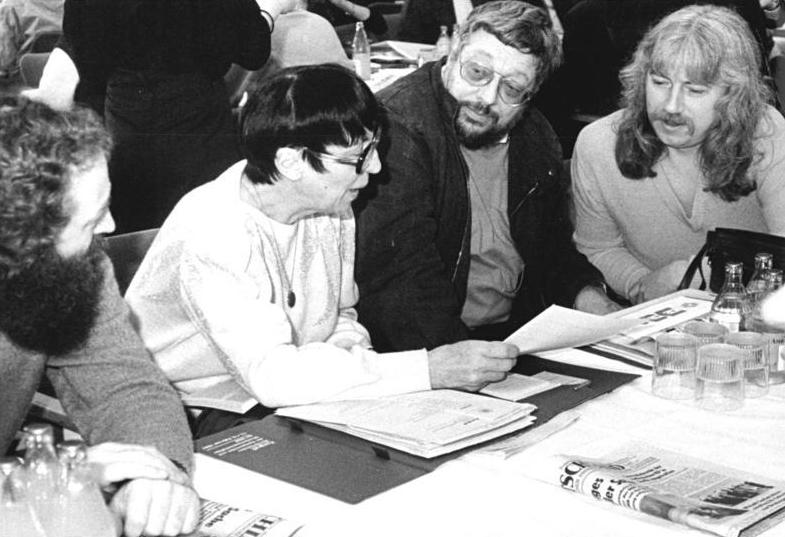
Ruth Zechlin op het componistencongres in 1987, met (van rechts naar links) Reinhard Lakomy en Reiner Bredemeyer.

Ruth Zechlin (22 juni 1926 – 4 augustus 2007) was een Duits componiste.

## Leven
Ruth Oschatz werd geboren in Großhartmannsdorf, waar ze met pianoles begon op 5-jarige leeftijd. Ze schreef haar eerste compositie toen ze 7 was. Van 1943 tot 1949 studeerde ze aan het conservatorium van Leipzig. Ze nam er lessen over muziektheorie bij Johann Nepomuk David en Wilhelm Weismann, kerkmuziek en orgel bij Karl Straube en Günther Ramin en pianomuziek bij Rudolf Fischer en Anton Rohden. Na haar examens gaf ze er zelf les voor een jaar. Ook werkte ze als organist bij de Nikolaikirche te Leipzig.
In 1951 huwde Ruth met pianist Dieter Zechlin. Het huwelijk duurde tot 1972 en eindigde in een scheiding. Ruth Zechlin ging in 1986 muziektheorie geven aan het Duitse Muziekcollege van Berlijn. Ze gaf er ook klavecimbel les en studeerde er harmonie, contrapunt, vormleer, orkestratie en compositie. Na 1969 werd ze professor in compositie aan de Akademie der Künste. Ze gaf er een masterclass in compositie. Na haar pensioen in 1986 bleef ze er occasioneel lesgeven. Vanaf 1990 was ze vicepresident van de Akademie der Künste Vanaf 1997 was ze lid van de Freien Akademie der Künste Mannheim. In 1998 werd ze erelid van de Deutscher Musikrat.
Zechlin componeerde zowel instrumentale als vocale werken. Ook schreef ze podiumstukken en muziek voor radiodrama's, documentaires en televisiefilms. Ze was dirigent, klavecimbelspeelster en organist, en kreeg verscheidene prijzen voor haar werk. Enkele van haar studenten waren Gerd Domhardt, Thomas Böttger en Georg Katzer.

## Dood
Ruth Zechlin overleed in München in 2007 op 81-jarige leeftijd. Haar nalatenschap is in bezit van de Staatsbibliothek zu Berlin.

## Prijzen
- 1955: Zilveren medaille op het Wereldfestival voor jeugd en studenten te Moskou voor haar Sonatine voor fluit en piano
- 1962 Goethe prijs van Berlijn
- 1965: Kunstpreis der DDR
- 1968: Hanns Eisler Prijs voor Gedanken über ein Klavierstück von Prokofjew
- 1968: Recensieprijs van de Berliner Zeitung voor Reineke Fuchs
- 1975: Nationalpreis der DDR voor haar eerste Orgelconcert
- 1982: Nationalpreis der DDR voor haar orkestrale werken
- 1996: Kunstenaarsprijs van de stad Heidelberg
- 1997: Bundesverdienstkreuz 1ste klasse
- 2001: Beierse Maximiliaansorde voor Wetenschap en Kunst

## Oeuvre
- Reineke Fuchs, Opera (1968)
- La Vita, Ballet (1985)
- Die Reise, Kameropera (1992, première in 1998)
- In Memorian Witold Lutosławski voor altviool solo (1995)
- Requiem for G. Domhardt voor orkest (1998)
- Three Songs on Texts of Hildegard of Bingen (kamermuziek) (1998)[4]